# Snowflake
Snowflake – kompleks skoczni narciarskich znajdujących się w amerykańskiej miejscowości Westby.
W skład kompleksu wchodzi 5 obiektów: duża skocznia (HS117), a także mniejsze K65, K40, K20 oraz K10.
Na największej ze skoczni odbywają się zawody Pucharu Kontynentalnego, zaś na mniejszych regularnie odbywają się lokalne zawody juniorskie.